# Liste der Kulturdenkmale in Kakau (Oranienbaum-Wörlitz)
Die Liste der Kulturdenkmale in Kakau enthält die Kulturdenkmale des Landesamtes für Denkmalpflege und Archäologie in Sachsen-Anhalt in der Ortschaft Kakau der Gemeinde Oranienbaum-Wörlitz und ist eine Teilliste der Liste der Kulturdenkmale in Oranienbaum-Wörlitz. Grundlage ist das Denkmalverzeichnis des Landes Sachsen-Anhalt, das auf Basis des Denkmalschutzgesetzes des Landes Sachsen-Anhalt, welches am 21. Oktober 1991 durch das Landesamt erstellt und seither laufend ergänzt wurde (Stand: 31. Dezember 2022).

## Legende
In den Spalten befinden sich folgende Informationen:
- Lage: Nennt den Straßennamen und wenn vorhanden die Hausnummer des Kulturdenkmals. Die Grundsortierung der Liste erfolgt nach dieser Adresse. Der Link „Karte“ führt zu verschiedenen Kartendarstellungen und nennt die geographischen Koordinaten.
Link zu einem Kartenansichtstool, um Koordinaten zu setzen. In der Kartenansicht sind Baudenkmale ohne Koordinaten mit einem roten bzw. orangen Marker dargestellt und können in der Karte gesetzt werden. Baudenkmale ohne Bild sind mit einem blauen bzw. roten Marker gekennzeichnet, Baudenkmale mit Bild mit einem grünen bzw. orangen Marker.
- Offizielle Bezeichnung: Nennt den Namen, die Bezeichnung oder zumindest die Art des Kulturdenkmals und verlinkt, soweit vorhanden, auf den Artikel zum Objekt.
- Beschreibung: Nennt bauliche und geschichtliche Einzelheiten des Kulturdenkmals, vorzugsweise die Denkmaleigenschaften.
- Erfassungsnummer: Für jedes Kulturdenkmal wird in Sachsen-Anhalt eine 20stellige Erfassungsnummer vergeben. Die letzten zwölf Ziffern werden für die Untergliederung nach Teilobjekten genutzt und werden nur angegeben, soweit vergeben. In dieser Spalte kann sich folgendes Icon  befinden, dies führt zu Angaben zu diesem Baudenkmal bei Wikidata.
- Ausweisungsart: Die Einordnung des Denkmales nach § 2 Abs. 2 DenkmSchG LSA
- Bild: Ein Bild des Denkmales, und gegebenenfalls einen Link zu weiteren Fotos des Kulturdenkmals im Medienarchiv Wikimedia Commons. Wenn man auf das Kamerasymbol klickt, können Fotos zu Kulturdenkmalen aus dieser Liste hochgeladen werden:

## Kulturdenkmale
| Lage | Bezeichnung  | Beschreibung | Erfassungs- nummer | Ausweisungsart                                | Bild           |
| --- | ------------ | --- | ------------------ | --------------------------------------------- | -------------- |
| südlich der Gemeindegrenze Kakau - Horstdorf, westliche Gemeindegrenze Kakau, Gohrau, Riesigk, östlich und nördlich des Schrotemühlenbaches, außerhalb der Bebauungsgrenze (Karte) | Feld         | | 094 40683          | Baudenkmal                                    | Feld           |
| Straße von Kakau nach Horstdorf | Allee        | Allee Der Denkmalbereich zu dem die Allee gehört, ist unter der Erfassungsnummer 094 40715 in Dessau-Roßlau eingetragen. Die Allee verläuft auch durch die Gemarkung von Horstdorf. | 094 40715 010      | Teilobjekt eines Denkmalbereichs - Baudenkmal |                |
| Am Kakauer Teich 1, Alte Schulstraße 1, 1a, 2, 3, 4, 5, 6, 7, 7a, 8, 9, 10, 11, 12, 13, 14, 15, 16, 17, 18, 19, Binsenbusch 1, 1a, 2, 3, 4, 5, 6, 7, 8, 9, 10, 11, 12, 13, 14, 15, 16, 17, 18, 19, 20, Brandhorster Straße 1, 3, 4, 5, 6, 7, 8, 9, 10, 11, 12, 13, 14, 16, 17, 18, 19, 20, Burgstall 1, 2, 2a, 2b, 3, 4, 5, 6, 7, 8, 8a, 11, Dunk 1, 2, 3, 4, 5, 5a, 6, 7, Hau 1, 2, 3, 4, 8, Horstdorfer Straße 1, 1a, 2, 2a, 3, 4, 4a, 5, 6, 6a, 7, 8, 9, 10, 10a, 10b, 11, 12, 13, 14, 15, Im Feldchen 2, 3, 3a, 4, 5, 5a, 6, 7, 8, 10, 15, Im Winkel 1, 1a, 2, 2a, 3, Am Friedhof 1, 2, 3, 4, 4a, 5, 6, 7, 8, 8a, 8b, 9, Kesselgasse 1, 1a, 2, 2a, 3, 4, 5, 5a, 5b, 5c, 5d, 6, 6a, 7, 8, 9, 10, 11, Kirchweg 2, 2b, 3, 4, 5, 6, Lindenstraße 1, 1a, 2, 3, 3a, 3b, 4, 5, 6, 7, 7a, 8, 9, 10 | Ortslage     | Ortslage Teilobjekt des unter Dessau-Roßlau eingetragenen Gartenreichs Dessau-Wörlitz.                                                                                              | 094 40615 001      | Teilobjekt eines Denkmalbereichs              |                |
| Burgstall 3 (Karte) | Bauernhof    | | 094 40543          | Baudenkmal                                    | Bauernhof      |
| Dunk 1 (Karte) | Schmiede     | | 094 40544          | Baudenkmal                                    | Schmiede       |
| Horstdorfer Straße 19 (Karte) | Bauernhaus   | | 094 40545          | Baudenkmal                                    | Bauernhaus     |
| Schulstraße vor den Grundstücken 1, 1a (Karte) | Distanzstein | | 094 40542          | Baudenkmal                                    | Weitere Bilder |
| Alte Schulstraße 10 (Karte) | Schule       | | 094 40549          | Baudenkmal                                    | Schule         |
| Teichweg 8 (Karte) | Scheune      | | 094 40548          | Baudenkmal                                    | Scheune        |

## Ehemalige Kulturdenkmale
| Lage          | Bezeichnung       | Beschreibung | Erfassungs- nummer | Ausweisungsart | Bild |
| ------------- | ----------------- | --- | ------------------ | -------------- | ---- |
| Binsenbusch 8 | Bauernhaus        | Aufgrund einer Sicherungsverfügung der Bauaufsicht von 2015 abgerissen. Die Austragung aus dem Denkmalverzeichnis erfolgte 2016. | 094 40320          | Baudenkmal     |      |
| Kesselgasse 2 | Bauernhaus        | | 094 40546          |                |      |
| Lindenstraße  | Gasthof Zur Linde | Wurde im Jahr 2016 aus dem Denkmalverzeichnis ausgetragen.                                                                       | 094 40547          | Baudenkmal     |      |